# Frans Winkel
Franciscus (Frans) Winkel (Schiebroek, 1 november 1926 – 3 januari 2016) was een Nederlands politicus van de KVP en later het CDA.
Hij werd geboren als zoon van de vertegenwoordiger P.M. Winkel (1898-1958) en was afgestudeerd in de rechten. Hij heeft gewerkt bij de gemeentesecretarie van Rotterdam en daarna bij enkele ministeries in Den Haag voor hij juridisch adviseur werd bij het Productschap voor Vee en Vlees. In februari 1967 werd Winkel benoemd tot burgemeester van Nootdorp en in maart 1980 volgde zijn benoeming tot burgemeester van Noordwijkerhout. Hij ging daar in december 1991 met pensioen. Winkel was lange tijd actief in de Nederlandse katholieke Esperanto-vereniging Espero Katolika; tot 2015 was hij voorzitter van deze vereniging.
In Nootdorp is de Burgemeester Winkellaan naar hem genoemd en hij werd Ridder in de Orde van Oranje Nassau.
Hij overleed begin 2016 op 89-jarige leeftijd.